# Мініатюрна книга
Мініатюрна книга — у вітчизняній культурі (книговиданні) мініатюрною книгою вважають видання, у якого максимальний розмір блоку не перевищує 100 мм. Формат книги вказується в міліметрах, перша цифра позначає ширину, друга — висоту видання. У США, Великій Британії, Німеччині, Угорщині — ці параметри книги не повинні перевищувати 3 дюймів, тобто 76 мм. Мікрокниги мають значно менші розміри — не більше 10×10 мм. Для нанесення тексту сьогодні використовується спосіб фотомеханічного репродукування, винайдений в другій половині XIX століття.

## Історія
Історія мініатюрної книги дуже давня — понад 2000 років. Пліній Старший у «Природничій історії в 37 книгах» згадував епічну поему Гомера «Іліада», текст якої з 15 686 віршів вмістився на невеликому свиті пергаменту, вміщеному в горіхову шкаралупу.
Мініатюрний паперовий сувій з текстом молитви китайською мовою Дхарані шириною 57 мм датується 770 р. Він видрукуваний ієрогліфами з дерев'яного кліше і зроблений за наказом японської імператриці.
У Нью-Йорку, у музеї «Метрополітен» зберігається «Часослов» форматом 60×90 мм — книга виготовлена на замовлення французького короля Карла IV паризькими майстрами в 1325–1328 рр.